# Крымтеплица
«Крымтепли́ца» (укр. ФК «Кримтеплиця», крымскотат. Krımteplitsa) — крымский футбольный клуб из Молодёжного. Выступал в Первой лиге Украины. Команда является двукратным чемпионом Украины среди сельских команд и чемпионом Крыма. Лучшим достижением команды считается четвёртое место в Первой лиге Украины. С 2016 по 2021 год выступала в Премьер-лиге КФС. Домашней ареной являлся стадион «КТ Спорт Арена».

## История

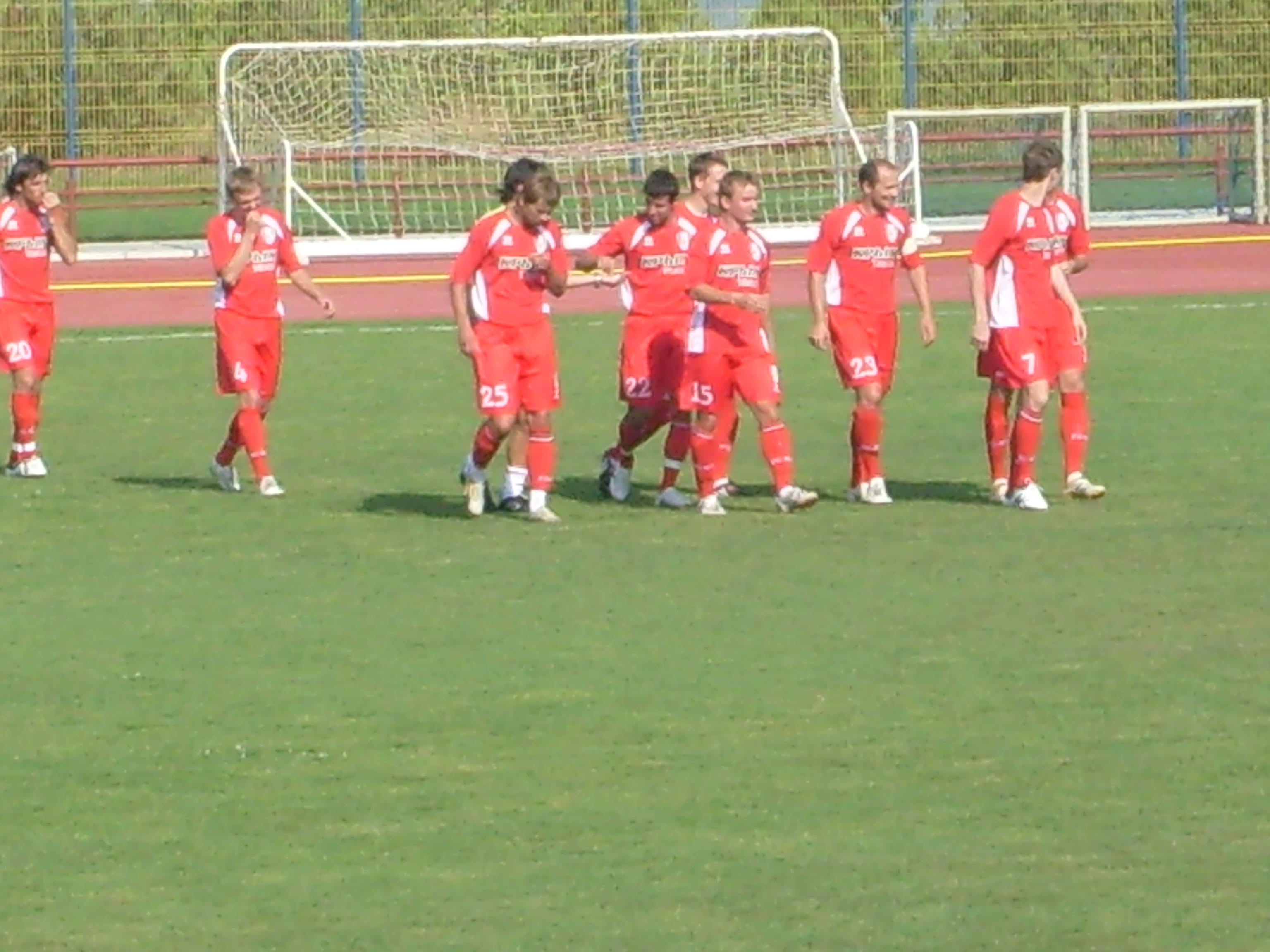
Игроки «Крымтеплицы»

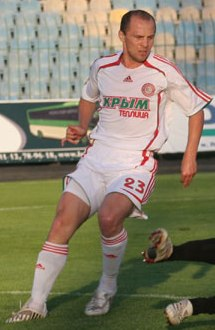
Александр Антонюк в игре за «Крымтеплицу», 2008 год

Клуб основан предпринимателем Александром Васильевым в 1999 году в посёлке Молодёжное, Симферопольского района. Название клубу дали — «Крымтеплица», по имени генерального спонсора. Само же СООО «Крымтеплица» занимается производством и реализацией овощной продукции, также грибов, имеет развитую структуру по производству зерновых культур.
Команда начала выступления в чемпионате Крыма и чемпионате Украины среди сельских команд. Под руководством Александра Шудрика в 2000 году и 2001 году команда стала чемпионом Украины среди сельских команд. В 2001 году команда завоевала бронзовые медали чемпионата Крыма, уступив только командам «Саки» и симферопольской «Даники».
В 2002 году команда стала победителем чемпионата Крыма. В зимнем турнире Кубка памяти Виктора Юрковского «Крымтеплица» стала — финалистом турнира. Причем команда являлась любительским коллективом.
В 2003 году команда подала заявку на участие во Вторую лигу Украины. Главным тренером стал Олег Лутков. Первый матч во Второй лиге состоялся 26 июля 2003 года против команды «Севастополь». По итогам сезона 2003/04 команда заняла 3-е место, уступив лишь клубам — «Электрометаллург-НЗФ» и «Динамо».
В сезоне 2004/05 «Крымтеплица» установила своеобразный рекорд — 34 беспроигрышных матча. По итогам сезона команда досрочно обеспечила себе путевку в Первую лигу с первого места. Лучшим бомбардиром команды стал Максим Кривовязый, он забил 9 мячей.
Вскоре после начала сезона 2004/05 происходит смена тренерского состава, исполняющим обязанности главного тренера стал Анвар Сулейманов. В сентябре 2005 года в домашнем матче Кубка Украины против донецкого «Шахтёра», «тепличники» первыми открыли счёт, гол на счету Романа Войнаровского. Во втором тайме «горняки» забили три гола и «Крымтеплица» проиграла со счётом (1:3) и вылетела из Кубка на стадии 1/16 финала. Позже команду возглавил россиянин Вячеслав Комаров, но он в декабре 2005 года попал в ДТП, на отдыхе в Москве, он повредил шейные позвонки и после находился в реанимации. Тогда главным тренером стал Олег Федорчук, который до этого тренировал симферопольскую «Таврию». В зимние межсезонье команда проводила один из сборов в Турции. По итогам сезона команда заняла девятое место.
Первую часть 16-го чемпионата окончила на 4-й строчке. После зимнего перерыва клуб из Молодёжного не сбавлял оборотов в погоне за бронзовыми медалями, которые, достались киевской «Оболони». На протяжении второй части чемпионата команда неизменно находилась на 4-м месте. По итогам сезона 2006/07 «Крымтеплица» с 70-очковым багажом обосновалась на 4-м месте.
В матче против «Феникса-Ильичевца» полузащитник Роман Войнаровский забил один из самых быстрых голов в истории футбола на 3,5 секунде.

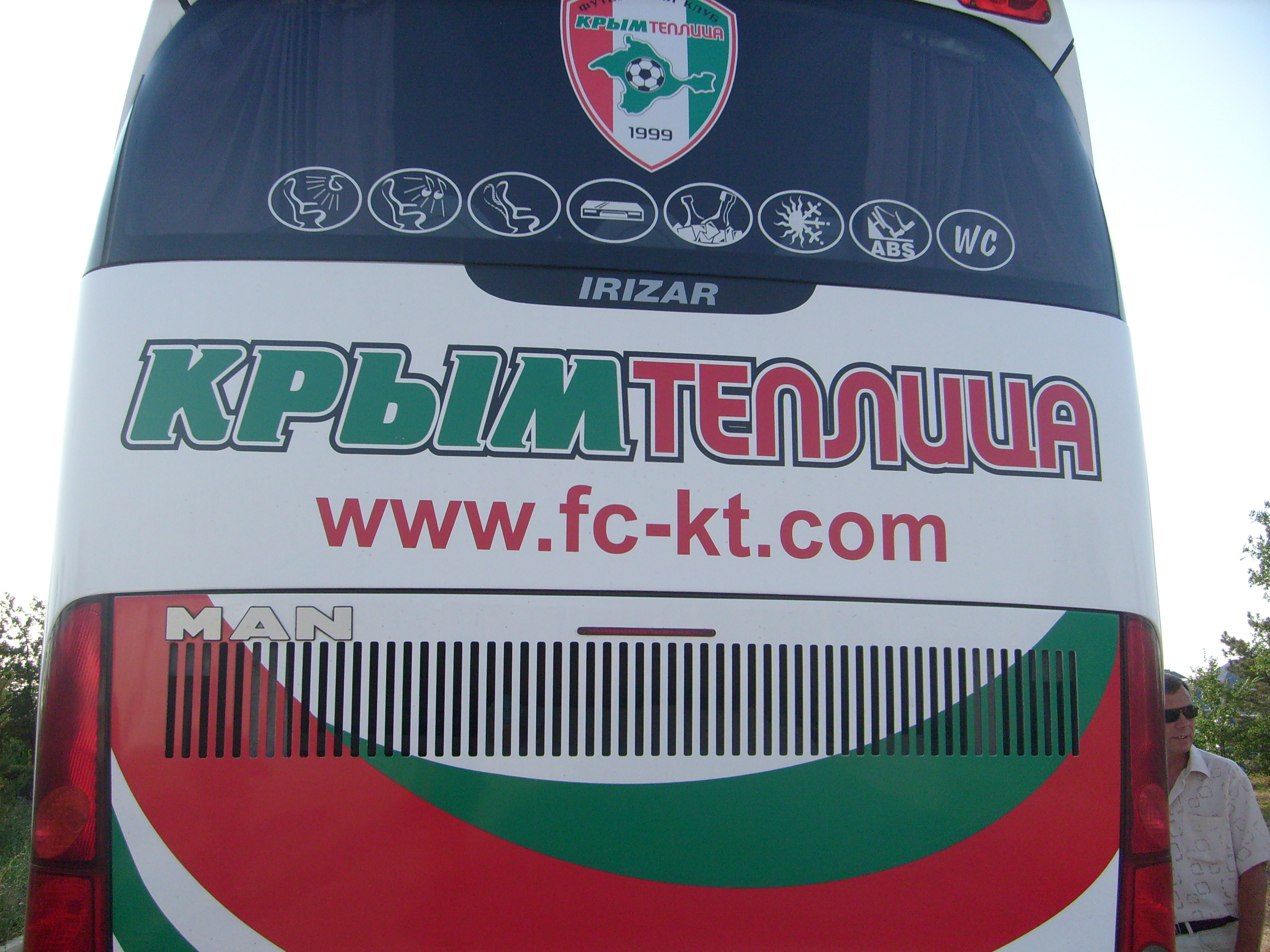
Клубный автобус, 2009 год

Зимой 2008 команда подписала первого легионера в истории: им стал ивуарийский форвард Сулейман Диаби. В июне 2011 года клуб подписал первого представителя Израиля в украинском футболе: им стал нападающий Алон Вайсберг. Летом 2017 года клуб заключил соглашение с первым бразильцем в истории Премьер-лиги КФС Лукасом Брамбиллой.

## Достижения
- Победитель Второй лиги Украины: 2004/05
- Бронзовый призёр Второй лиги Украины: 2003/04
- Чемпион Украины среди сельских команд: 2000, 2001
- Обладатель Суперкубка Украины среди сельских команд: 2001
- Чемпион АР Крым: 2002
- Бронзовый призёр чемпионата АР Крым: 2000/01
- Победитель Открытого чемпионата Крыма: 2015/16
- Серебряный призёр Премьер-лиги КФС: 2016/17
- Кубок КФС: 2017/2018
- Суперкубок КФС: 2018

## Известные игроки
Полный список футболистов, выступавших за футбольный клуб «Крымтеплица», о которых есть статьи в Википедии, смотрите здесь.
Во время выступлений во всеукраинских турнирах за «Крымтеплицу» сыграли 176 футболистов. Рекордсменом по количеству проведённых матчей является Виталий Саранчуков (250), лучшим бомбардиром — Сулейман Диаби (26 мячей). Наибольшее количество мячей за один сезон забил Сергей Кучеренко (19 мячей в сезоне 2009/10).

## Главные тренеры
- Александр Шудрик (1999—2003)
- Виктор Рубан (2003)
- Олег Лутков (2003—2005)
- Анвар Сулейманов (2005)
- Вячеслав Комаров (2005)
- Олег Федорчук (2006)
- Александр Гайдаш (2006—2007)
- Михаил Дунец (2007—2008)
- Михаил Сачко (2008—2009)
- Геннадий Морозов (2009)
- Александр Севидов (2009—2011)
- Николай Федорко (2011—2012)
- Сергей Шевцов (2012)
- Михаил Сачко (2013)

## Статистика

### Украинские турниры
| Сезон   | Дивизион                         | Место в чемпионате | И  | В  | Н  | П  | ГЗ | ГП | О  | Лучший бомбардир              | Кубок       |
| ------- | -------------------------------- | ------------------ | -- | -- | -- | -- | -- | -- | -- | ----------------------------- | ----------- |
| 2003/04 | Вторая лига Украины (группа «Б») | 3 из 16            | 30 | 16 | 8  | 6  | 46 | 31 | 56 | В. Полулях (9)                | 1/32 финала |
| 2004/05 | Вторая лига Украины (группа «Б») | 1 из 14            | 26 | 20 | 5  | 1  | 51 | 17 | 65 | М. Кривовязый (9)             | 1/32 финала |
| 2005/06 | Первая лига Украины              | 9 из 18            | 34 | 12 | 11 | 11 | 35 | 34 | 47 | П. Онисько (9)                | 1/16 финала |
| 2006/07 | Первая лига Украины              | 4 из 20            | 36 | 21 | 7  | 8  | 53 | 37 | 70 | З. Мамутов, Р. Свинцицкий (5) | 1/8 финала  |
| 2007/08 | Первая лига Украины              | 11 из 20           | 38 | 13 | 11 | 14 | 49 | 43 | 50 | А. Саванчук (14)              | 1/32 финала |
| 2008/09 | Первая лига Украины              | 6 из 17            | 31 | 14 | 7  | 10 | 42 | 37 | 49 | С. Диаби (9)                  | 1/16 финала |
| 2009/10 | Первая лига Украины              | 6 из 18            | 34 | 17 | 8  | 9  | 53 | 28 | 59 | С. Кучеренко (19)             | 1/8 финала  |
| 2010/11 | Первая лига Украины              | 4 из 18            | 34 | 18 | 7  | 9  | 43 | 30 | 61 | Д. Трухин (8)                 | 1/16 финала |
| 2011/12 | Первая лига Украины              | 5 из 18            | 34 | 17 | 9  | 8  | 50 | 38 | 60 | И. Малыш (8)                  | 1/32 финала |
| 2012/13 | Первая лига Украины              | 14 из 18           | 34 | 9  | 9  | 16 | 33 | 43 | 36 | Р. Зейналов, В. Палагнюк (4)  | 1/16 финала |

### Крымский период
| Сезон   | Дивизион                 | Место в чемпионате | И  | В  | Н  | П  | ГЗ  | ГП | О  | Лучший бомбардир | Кубок      |
| ------- | ------------------------ | ------------------ | -- | -- | -- | -- | --- | -- | -- | ---------------- | ---------- |
| 2015/16 | Открытый чемпионат Крыма | 1 из 16            | 24 | 21 | 1  | 2  | 111 | 17 | 64 | Л. Ахунов (7)    | Финалист   |
| 2016/17 | Премьер-лига КФС         | 2 из 8             | 28 | 17 | 6  | 5  | 59  | 28 | 57 | И. Мельник (13)  | Финалист   |
| 2017/18 | Премьер-лига КФС         | 4 из 8             | 28 | 15 | 5  | 8  | 42  | 28 | 50 | Я. Эрлих (6)     | Победитель |
| 2018/19 | Премьер-лига КФС         | 3 из 8             | 28 | 13 | 10 | 5  | 44  | 22 | 49 | М. Приходной (8) | 1/4 финала |
| 2019/20 | Премьер-лига КФС         | 2 из 8             | 28 | 16 | 6  | 6  | 53  | 25 | 54 | В. Сычевой (16)  | Победитель |
| 2020/21 | Премьер-лига КФС         | 4 из 8             | 28 | 14 | 2  | 12 | 47  | 39 | 44 | А. Бабырь (10)   | 1/4 финала |